# Ка Мелоне
Ка Мелоне (італ. Cà Melone) — село (італ. curazia) у державі Сан-Марино. Територіально належить до муніципалітету Борго-Маджоре.